# Human (zespół muzyczny)
Human – polski zespół rockowy, założony w 1993 roku.

## Historia
Grupa powstała z inicjatywy Kostka Joriadisa – muzyka, który wcześniej współpracował z czołówką zespołów polskiej sceny. Oprócz Joriadisa (śpiew, instrumenty klawiszowe) w skład grupy weszli: Maciej Gładysz (gitara), Piotr Urbanek (gitara basowa, wcześniej Lady Pank, a później Perfect) i Krzysztof Patocki (perkusja).
W 1993 roku zespół wydał swój pierwszy album – Earth, z którego pochodzi przebój „Polski”. W 1994 roku wydał singel „Słońce moje”. Human aktywnie koncertował w latach 1993–1994 (m.in. na Rock FAMA w Świnoujściu i festiwalu w Jarocinie). Po roku istnienia, w 1994 zespół zawiesił działalność. Wznowienie płyty Earth (po remasteringu) zostało wydane w 2005 roku w dystrybucji Universal Music Polska.  
W 2013 roku grupa reaktywowała się i wznowiła swoją działalność muzyczną w nowym składzie – Kostek Joriadis i Krzysztof Patocki oraz Krzysztof Kurzępa – gitara, Kamil Wyziński – gitara i Marcin Pendowski – gitara basowa. W 2015 wydała nowy singiel – „Blisko ciebie”. Następnie pozostała nieaktywna do 2023.
W sierpniu 2023 Krzysztof Patocki i Piotr Urbanek podjęli próbę reaktywacji zespołu z Grzegorzem Wilkiem jako głównym wokalistą. 11 sierpnia grupa wystąpiła jako Human & Grzegorz Wilk podczas koncertu w Szczebrzeszynie. Prawdopodobnie z powodu nieobecności w składzie lidera zespołu Kostka Joriadisa skład z Grzegorzem Wilkiem jako wokalistą zmienił nazwę na Perfect Human.

## Muzycy

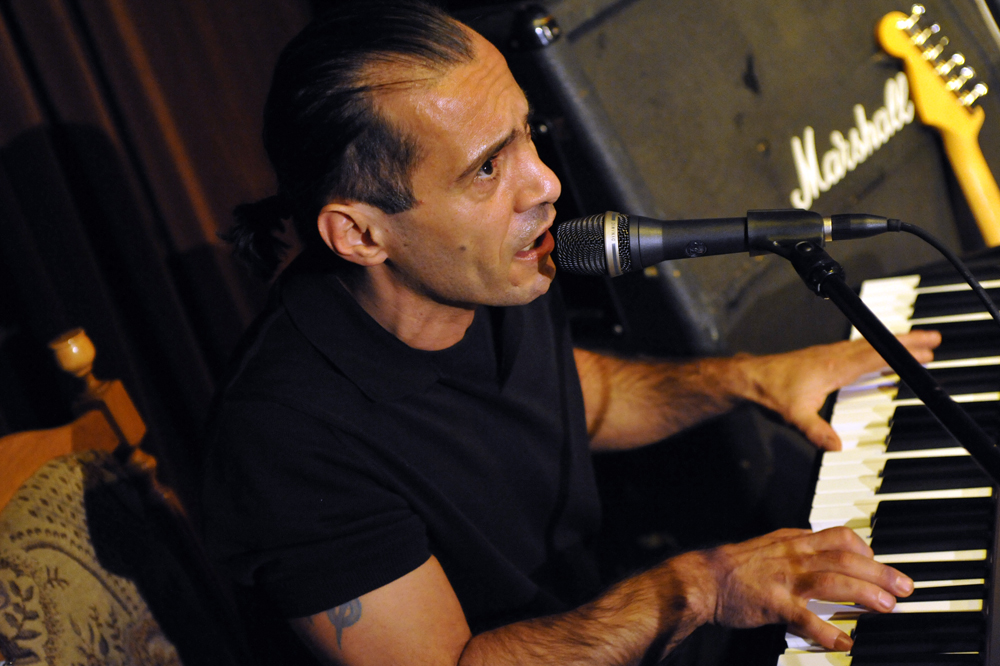
Kostek Joriadis (2010)

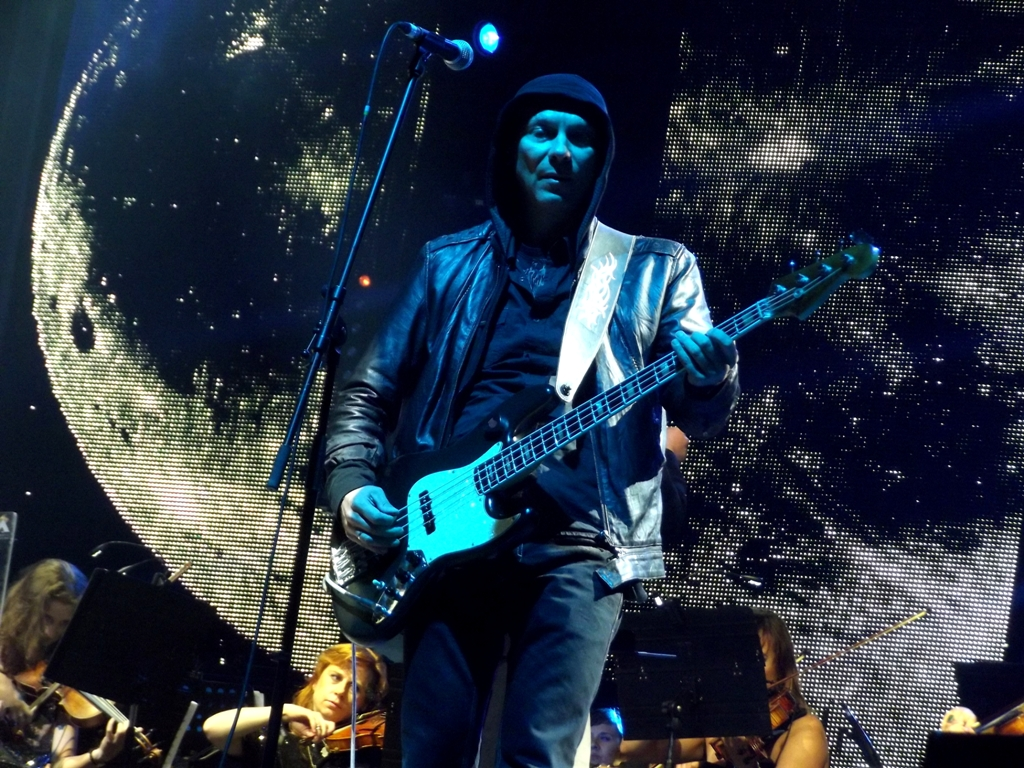
Piotr Urbanek (2013)

- Kostek Joriadis – śpiew, instrumenty klawiszowe (1993–1994, 2013–2015)
- Krzysztof Patocki – perkusja (1993–1994, 2013–2015, 2023)
- Piotr Urbanek – gitara basowa (1993–1994, 2023)
- Maciej Gładysz – gitara (1993–1994)
- Marcin Pendowski – gitara basowa (od 2013–2015)
- Kamil Wyziński – gitara (2013–2015)
- Krzysztof Kurzepa – gitara (2013–2015)
- Grzegorz Wilk – śpiew (2023)
- Arkadiusz Gałka – gitara (2023)

## Dyskografia

### Albumy
- 1993 – Earth

### Single
- 1993 – „Polski”
- 1994 – „Słońce moje”
- 2015 – „Blisko ciebie”[4]